# Потогінне виробництво
Потогінне виробництво (син.: потогінна система, потогінна фабрика, потогінний цех, потогінна майстерня, англ. sweatshop, sweat factory) — виробництво з залученням фізичної праці, особливо у швейній промисловості, де робітники працюють в переповнених приміщеннях з соціально неприйнятними або незаконними умовами праці. До таких умов, зокрема, входять: погана вентиляція, відсутні або дуже короткі перерви, необладнане робоче місце, погане освітлення, некомфортні або небезпечні температури. Робота може бути складною, втомлюючою, небезпечною чи шкідливою для здоров'я. Робітники на таких виробництвах зазвичай працюють багато годин за мізерну платню, що порушує закони, які передбачають обов'язкову оплату понаднормової роботи або мінімальну заробітну плату. На таких виробництвах також можливе залучення дитячої праці. Працівниць можуть змушувати проводити періодичні тести на вагітність, щоб уникнути декретних відпусток.
Звіт Асоціації справедливої праці (FLA) 2006 року включав дослідження виробництва з порушеннями праці в 18 країнах, серед яких Бангладеш, Сальвадор, Колумбія, Гватемала, Малайзія, Таїланд, Туніс, Туреччина, Китай, Індія, В'єтнам, Гондурас, Індонезія, Бразилія, Мексика і США

## Походження терміна

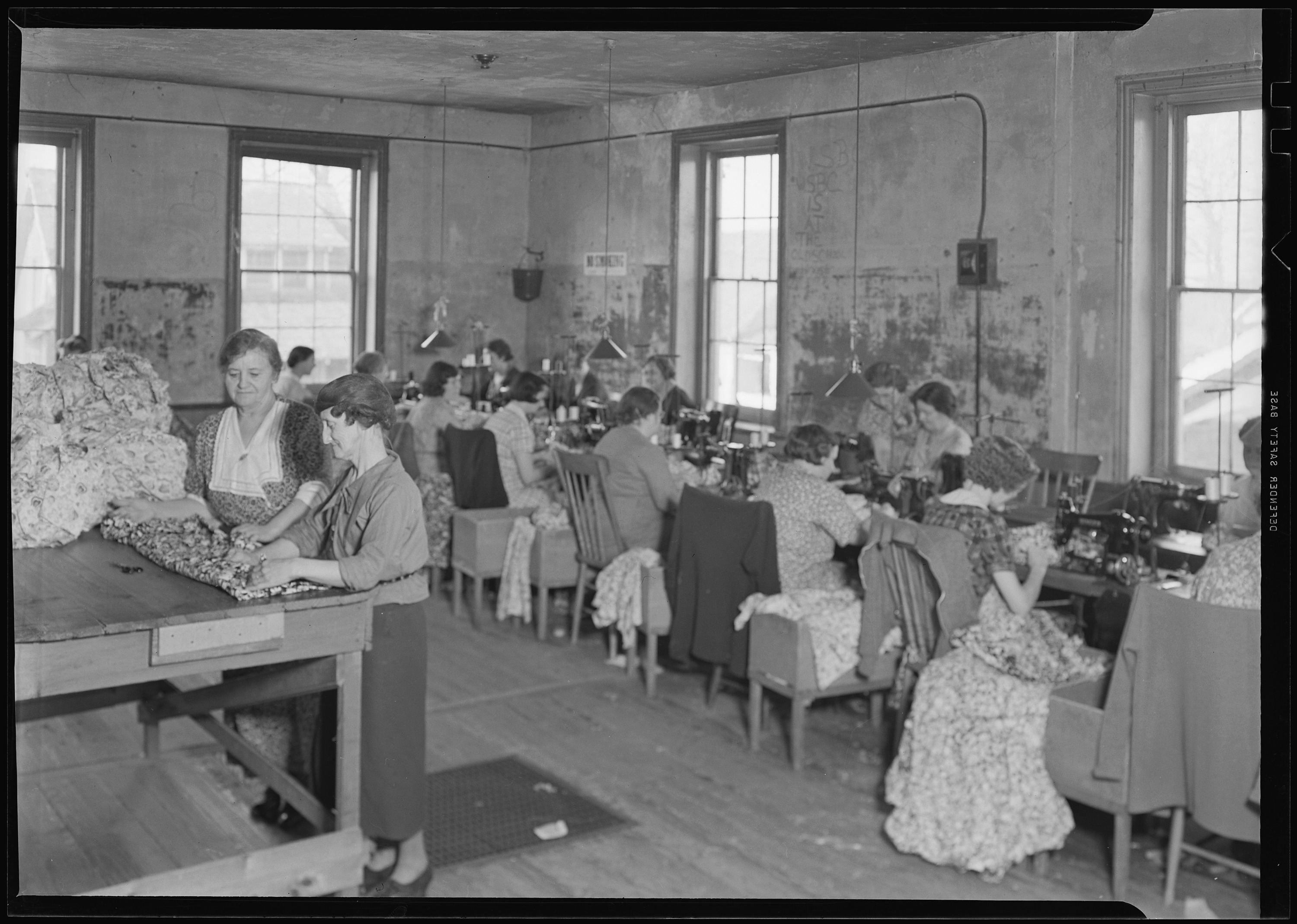
Льюїс Гайн сфотографував працівників «Західної фабрики одягу» в Міллвіллі в рамках дослідження федерального агентства з праці (WPA), США, 1937 рік

Фраза «потогінне виробництво» з'явилась в 1850-х роках для позначення фабрик чи майстерень, де несправедливо ставились до робітників, наприклад пропонуючи низьку заробітню плату, багатогодинний робочий день і погані умови праці. Протягом наступного століття велика кількість іммігрантів стікалась до таких великих міст як Лондон чи Нью-Йорк, значна їх частина змушена була працювати в крихітних задушливих приміщеннях, з ризиками пожежі і нашестя щурів. Англійський письменник Чарльз Кінгслі в книзі «Cheap Clothes and Nasty» (1850) вжив термін «потогінний цех», вказавши, що такі виробництва утворюють «систему вижимання поту» з робітників. Ідея встановлення мінімальної заробітної плати і профспілок розвинулась лише наприкінці 1890-х років. Термін «потогінне виробництво» використовується до сьогодні, оскільки проблема таких виробництв не вирішена — вони існують в багатьох країнах світу.

## Історія

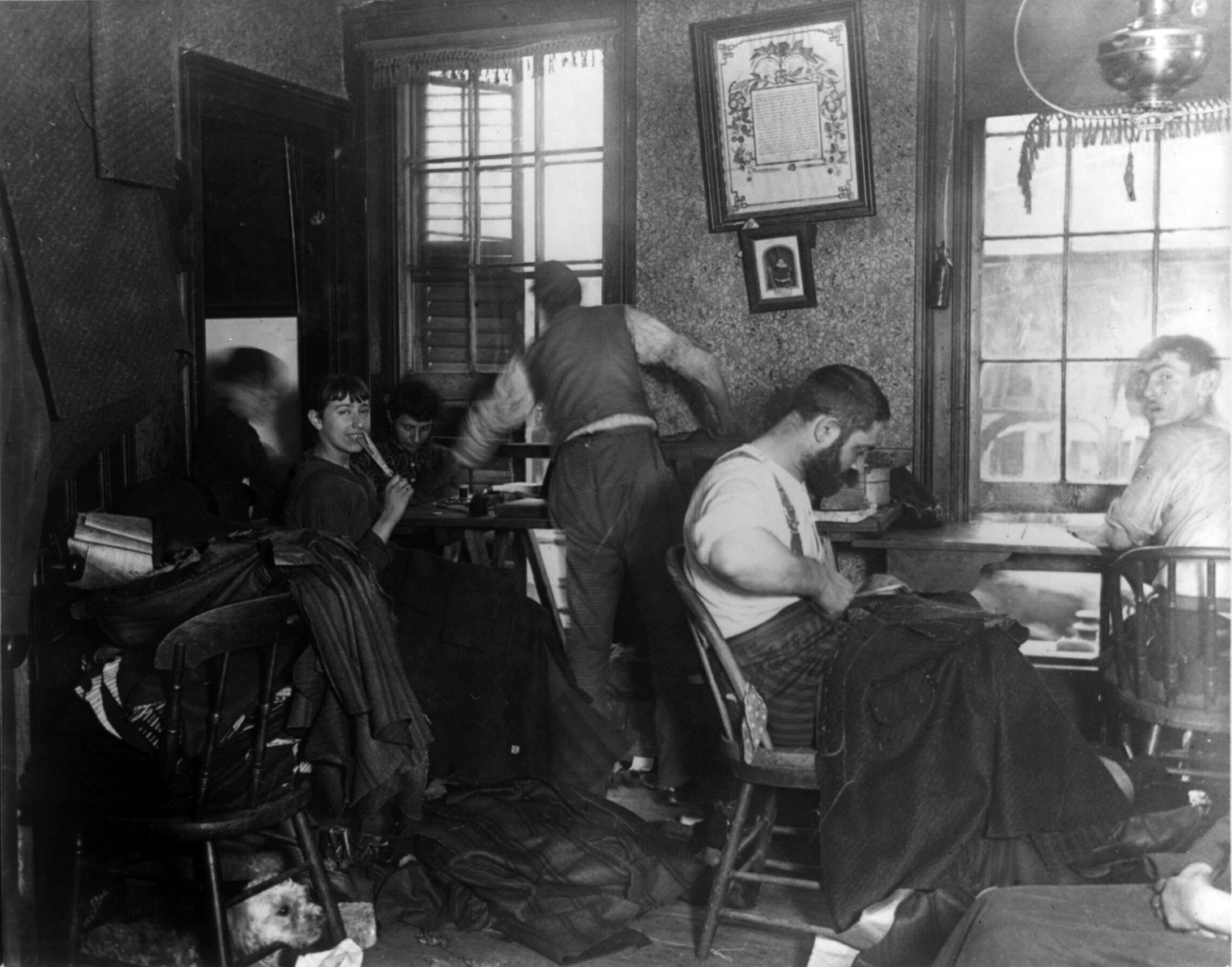
Потогінний цех в Нью-Йорку, близько 1889 року

### XIX і початок XX століття
Після промислової революції на Заході з'явилось багато виробництв, що знаходились в переповнених приміщеннях без обладнаних робочих місць і за мізерну платню, проте концепт «потогінного виробництва» сформувався між 1830 і 1850 роками, як специфічний тип підрядних швейних цехів з важкими умовами праці. Людину, що керувала робітниками на такому виробництві називали sweater (укр. буквально «той, від кого пітнієш», інше значення — светр), процес субпідряду кравців на такі цехи — sweating system (укр. система вижимання поту), а самі цехи — sweatshop (укр. потогінний цех). На таких виробництвах могло працювати від кількох до понад 300 людей.
Між 1832 і 1850 роками потогінні виробництва ставали все більш масовими, приваблюючи людей з низьким рівнем доходів в міста, що розвивалися та імігрантів у великі міста, такі як Лондон чи швейний квартал Нью-Йорка.
В 1890-х роках в Мельбурні було створено групу під назвою National Anti-Sweating League (укр. дослівно «Національна Протипотогінна Ліга»), яка проводила успішні кампанії за встановлення мінімальної заробітної платні. Заснована в 1906 році в Сполученому Королівстві під таким же іменем група домоглась підписання в 1909 році Закону про торгові ради, що передбачав створення спеціальних рад, які встановлювали юридично підкріплені критерії мінімальної заробітної плати.
В 1910 році було засновано Міжнародне об'єднання кравців жіночого одягу, що мало на меті покращення умов працівників на швейних виробництвах.
Негативне ставлення населення до потогінних цехів різко зросло через пожежу на фабриці «Траянгл», що трапилась 1911 року в Нью-Йорку.
Хоча профспілки, закони про мінімальну заробітну плату, правила пожежної безпеки та кодекси праці зробили потогінні цехи (у первісному розумінні) нечастим явищем, проте вони не ліквідували їх повністю, особливо гостро проблема залишилась відчутна в країнах, що розвиваються.

### Кінець XX— початок XXI століття
В дослідженні 1994 року Головного контрольно-фінансового управління США йшлось про тисячі потогінних виробництв в США, де цей термін був використаний для позначення «будь-якого роботодавця, який порушує більше ніж один федеральний або державний закон, що регулює мінімальну заробітну плату, понаднормову роботу, дитячу працю, безпеку, гігієну праці та компенсацію працівникам». Таке визначення терміна зосереджується на правових стандартах робочих місць, а не на історичних деталях.
Умови потогінних виробництв у багатьох випадках нагадують працю у в'язницях. У 2014 році компанія Apple потрапила у скандал через один зі своїх заводів Pegatron. Репортеру BBC під прикриттям довелось працювати на заводі 18 днів поспіль без вихідних, робітники заводу засинали прямо на робочому місці під час 12-годинних робочих змін.
На потогінних виробництвах часто присутні обов'язкові тести на вагітність для робітниць і терор з боку наглядачів. Робітники працюють під постійним примусом, якщо вони пропустять хоча б один день роботи — їх можуть негайно звільнити. Такі умови праці в минулому часто ставали причиною самогубств. Китайські потогінні виробництва, на яких, як відомо, часто трапляються суїциди, мають спеціальні сітки, щоб запобігти смертельним стрибкам перевтомлених і стресових працівників, як це було, наприклад, у випадку серії самогубств працівників компанії Foxconn у 2010—2011 роках.